# Apocalipse 14
Apocalipse 14 é o décimo-quarto capítulo do Livro do Apocalipse (também chamado de "Apocalipse de João") no Novo Testamento da Bíblia cristã. O livro todo é tradicionalmente atribuído a João de Patmos, uma figura geralmente identificada como sendo o apóstolo João.

## Texto
O texto original está escrito em grego koiné e contém 20 versículos. Alguns dos mais antigos manuscritos contendo porções deste capítulo são:
- Papiro 115 (c. 275, versículos 1-3, 5-7, 10-11, 14-15, 18-20)
- Papiro 47 (século III, completo)
- Codex Sinaiticus (330-360, completo)
- Codex Alexandrinus (400-440, completo)
- Codex Ephraemi Rescriptus (c. 450, completo)

## Estrutura
Este capítulo pode ser dividido em quatro seções distintas:
- "O Cordeiro e os 144 000" (versículos 1-5)
- "A Proclamação dos Três Anjos" (versículos 6-13)
- "Colhendo os Frutos da Terra" (versículos 13-16)
- "Colhendo as Uvas da Ira" (versículos 17-20)

## Conteúdo

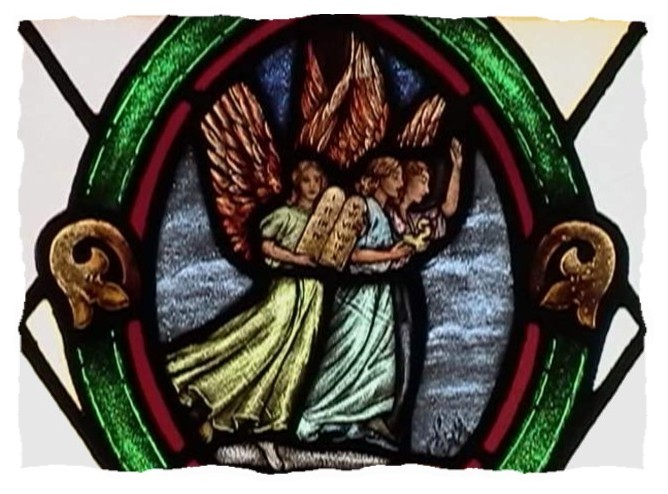
Vitral com a imagem dos três anjos do Apocalipse.

O capítulo começa com uma visão do Cordeiro acima do monte Sião juntamente com os 144 000 que haviam sido selados em Apocalipse 7. Uma poderosa "voz do céu" começou a entoar um cântico diante do trono, dos 24 anciãos e das quatro criaturas (vide Visão de João do Filho do Homem), e somente os marcados conseguiam aprendê-lo. Segundo João, estes eram os que "não se contaminaram com mulheres, porque são virgens. Estes são os que seguem o Cordeiro para onde quer que vá. Estes foram comprados dentre os homens para serem as primícias para Deus e para o Cordeiro. Na sua boca não foi achada mentira; estão sem defeito" (Apocalipse 14:1-5).
Em seguida, João narra o aparecimento de três anjos, cada um fazendo uma proclamação diferente. O primeiro anunciou a chegada do Juízo Final. O segundo anunciou a queda da "grande Babilônia". Finalmente, o terceiro anuncia que os que adoram a besta, que apareceu em Apocalipse 13, e que carregam sua marca beberão "o vinho da ira de Deus que está preparado, sem mistura, no cálice da sua cólera" diante do Cordeiro e dos anjos (Apocalipse 14:6–13).
João então conta que viu uma "um semelhante ao filho do Homem" sentado sobre uma nuvem com uma foice na mão. Um anjo pede-lhe que ceife a terra, que "está madura" e assim ele fez. Um outro anjo saiu do santuário também com uma foice. Assim como no primeiro caso, um anjo, "aquele que tinha o poder sobre o fogo", pede-lhe que vindime com sua foice as uvas da terra e assim ele o fez, lançando a colheita no "grande lagar da ira de Deus". Estas uvas foram pisadas "e saiu sangue do lagar até os freios dos cavalos pelo espaço de mil e seiscentos estádios" (Apocalipse 14:14–20).